# Ahmed Salah Hosny
Ahmed Salah Mohammed Hosny Hassan (arabe : أحمد صلاح حسني) (né le 11 juillet 1979 en Égypte) est un joueur de football international égyptien, qui évoluait au poste d'attaquant.

## Biographie

### Carrière en sélection
Avec l'équipe d'Égypte, il a disputé 30 matchs (pour 9 buts inscrits) entre 1999 et 2003. Il figure notamment dans le groupe des sélectionnés lors des CAN de 2000 et de 2002.